# MS Berge Stahl
O MS Berge Stahl foi um navio graneleiro de grande porte do tipo very large ore carrier (VLOC), com bandeira da Ilha de Man e pertencente à Berge Bulk, subsidiária do grupo Bergesen Worldwide. Foi conhecido por ser um dos maiores navios do mundo, tendo sido o maior do seu tipo desde a sua conclusão, em 1986, até 2011.

## História
O Berge Stahl foi construído pela Hyundai Heavy Industries em Ulsan, na Coreia do Sul. A construção foi iniciada em 14 de março de 1986 e o navio foi lançado ao mar em 4 de setembro do mesmo ano, sendo concluído em 4 de dezembro de 1986. Com 342,08 metros de comprimento, 63,5 m de largura e calado máximo de 23 metros, o navio tinha capacidade para transportar até 364.767 toneladas de carga.
Foi encomendado especialmente para um contrato de longo prazo de transporte de cargas para as siderúrgicas alemãs ThyssenKrupp Stahl e Hüttenwerke Krupp Mannesmann (HKM), que cobria praticamente todo o seu tempo de uso. Era o maior graneleiro do mundo na época em que foi lançado, mantendo esse posto até 2011. Nesse ano, foi inaugurado o Ore Brasil (ex-Vale Brasil), o primeiro dos navios da classe Valemax.

## Rota
O navio costumava fazer o percurso entre o Terminal de Ponta da Madeira, em São Luís, e o Porto de Roterdã, na Holanda, transportando minério de ferro extraído pela Vale. O processo de carga demorava, em média, 2 dias, e a descarga, 5 dias. O trajeto entre o Brasil e a Holanda era feito entre 8 e 10 vezes por ano. A embarcação também atracava eventualmente no Porto de Tubarão, em Vitória.
A viagem durava cerca de 14 dias. Ao chegar totalmente carregado e entrar no estuário do rio Maas, mesmo na maré cheia, o navio tinha um período de apenas 20 minutos para entrar no canal de atracação, mantendo-se uma distância de apenas um metro entre a quilha e o fundo do canal. A descarga era feita por 3 guindastes, cada um capaz de retirar 40 toneladas de minério de cada vez. Os 10 alçapões eram esvaziados numa sequência precisa, de modo a preservar a estabilidade da embarcação. O minério descarregado em Roterdã é encaminhado para as usinas das siderúrgicas ThyssenKrupp e HKM, em Duisburg, na Alemanha, por meio de uma frota de cerca de 100 barcaças que navegam pelo rio Reno. Aproximadamente dois terços do minério usado por essas indústrias é importado do Brasil.
O Berge Stahl foi informalmente considerado "flag ship" (navio principal) em Roterdã por 25 anos e fez sua última viagem àquele porto em dezembro de 2016, tendo transportado cerca de 90 milhões de toneladas de minério em sua carreira.

## Retirada de operação e desmanche
Em 2011, foram lançados os primeiros graneleiros da classe Valemax, que têm em média 360 metros de comprimento e podem carregar mais de 400.000 toneladas, consideravelmente maiores do que o Berge Stahl e que representam uma forte concorrência para graneleiros de grande porte tradicionais. Em 2016, a embarcação atingiu a idade máxima para operação nos terminais da Vale, que é de 30 anos. A empresa anunciou que a atracação realizada no Porto de Tubarão em março desse ano foi a última visita do navio realizada a esse porto.
Após 249 viagens realizadas entre São Luís e Roterdã, o contrato de transporte de 30 anos com a ThyssenKrupp expirou no fim de 2016 e não foi renovado. Com isso, esperava-se que o Berge Stahl fosse em breve vendido como sucata. A ONG Shipbreaking Platform se manifestou pedindo que o descarte e reciclagem da embarcação fossem feitos de forma responsável, ressaltando os riscos ambientais e as condições de trabalho insalubres nos locais de demolição de navios no sul da Ásia.
Apesar da expectativa de que fosse desmontado em pouco tempo, o Berge Stahl ganhou uma sobrevida em sua carreira com um novo contrato de transporte de minério do Brasil para Omã, realizando viagens entre Tubarão e Sohar. O navio foi desativado em abril de 2020, ficando parado em Labuan, na Malásia. Em abril de 2021, a embarcação foi vendida como sucata por cerca de 20 milhões de dólares; em julho desse ano, foi batizada com o último nome Geostahl, finalmente foi retirada de operação e encalhada em Gaddani, no Paquistão, para ser demolido.